# إكواليتي (إلينوي)
إكواليتي (بالإنجليزية: Equality, Illinois)‏ هي قرية في مقاطعة جالاتين، إلينوي. بلغ عدد السكان 595 في تعداد 2010،  حيث انخفض من 721 في تعداد عام 2000. كانت إكواليتي هي مقر مقاطعة جالاتين في الفترة من 1826 إلى 1851.

## التاريخ
تم تأسيس إكواليتي رسميًا في 26 يناير 1826 من قبل الجمعية العامة كمقر لمقاطعة غالاتين. تم بناء المحكمة عام 1827 بمبلغ 1,300 دولار. عقدت المحاكم هناك حتى عام 1851، عندما أزيلت جميع الوثائق القانونية إلى شاونيتاون، تم استخدام المبنى لاحقًا كمدرسة وكنيسة وقاعة اجتماعات حتى دمرها حريق 28 نوفمبر 1894.

### التنقيب عن الملح
استخرج المستوطنون الفرنسيون الملح بالقرب من إكواليتي في عام 1735، بينما صنع الأمريكيون الأصليون الملح هنا قبل ذلك بوقت طويل. في عام 1803، تنازل الهنود عن منابع الملح للحكومة الأمريكية بموجب معاهدة. ثم قامت الحكومة بتأجير الينابيع، مطالبة المؤجر بإنتاج كمية معينة من الملح كل عام أو دفع غرامة. يشار إلى مناجم الملح باسم «أملاح الولايات المتحدة» في الوثائق القديمة.
سمحت القوانين الإقليمية الخاصة باستثناءات من معاهدات مكافحة العبودية، واستخدم العبيد بكثرة في تصنيع الملح. سجل تعداد عام 1820 لمقاطعة جالاتين 239 من العبيد أو الخدم.
خلال عقد 1820، ضمت مقاطعة جالاتين ما يُعرف الآن بمقاطعة سالين كنصفها الغربي. في عام 1826، تم نقل مقر المقاطعة إلى أولد شانيتاون، على الطرف الشرقي من المقاطعة، بالقرب من مركز مقاطعة غالاتين. ظلت إكواليتي مقر المقاطعة حتى تشكيل مقاطعة سالين في عام 1847.
في عام 1838، بدأ صانع الملح وتاجر الرقيق، جون هارت كرينشو، في بناء منزله الريفي في هيكوري هيل على بعد خمسة أميال شرق إكواليتي. استخدم المنزل لأعماله في خطف السود الأحرار واستيلاد العبيد لبيعهم.
تقع منابع الملج جنوب شرق إكواليتي، على أرض فيدرالية على طول الضفة الجنوبية لنهر سالين.

## الجغرافيا
تقع إكواليتي في غرب مقاطعة غالاتين عند 37°44′11″ شمالاً 88°20′40 غربًا (37.736472 ش، -88.344473 غ)، على الجانب الشمالي من نهر سالين، وهو رافد يتدفق جنوب شرق نهر أوهايو.
وفقًا لتعداد 2010، تبلغ مساحة إكواليتي الإجمالية 0.906 ميل مربع (2.35 كم مربع)، منها 0.89 ميل مربع (2.31 كم مربع) (أو 98.23٪) أرض و 0.016 ميل مربع (0.04 كم مربع) (أو 1.77٪) ماء.

## ديموغرافيا
حسب تعداد الولايات المتحدة لعام 2000، كان هناك 721 نسمة 315 بيتن أسري و 206 أسرة مقيمة في القرية. كانت الكثافة السكانية 800.3 نسمة لكل ميل مربع (309.0/كم2). هناك 333 وحدة سكنية بمتوسط كثافة 369.6 لكل ميل مربع (142.7 / كم 2). كان التركيب العرقي للقرية 99.17٪ من البيض، و 0.14٪ من الأجناس الأخرى، و 0.69٪ مختلط من عرقين أو أكثر. كان من أصل إسباني أو لاتيني لدى 1.66 ٪ من السكان.
كان متوسط الدخل للأسرة في القرية 22,171 دولارًا، ومتوسط دخل الأسرة 27,625 دولارًا. كان للذكور متوسط دخل قدره 26,250 دولارًا مقابل 18,214 دولارًا للإناث. بلغ دخل الفرد للقرية 12,961 دولارًا. حوالي 14.0٪ من الأسر و 20.7٪ من السكان كانوا تحت خط الفقر، بما في ذلك 21.4٪ ممن تقل أعمارهم عن 18 عامًا و 22.3٪ من أولئك الذين بلغوا 65 عامًا أو أكثر.

## الموقع الجغرافي
الموقع الجغرافي للمناطق المحيطة بهذه النقطة هو كالتالي: